# Râul Marcal
Marcal este un râu din Ungaria. Își are obârșia în zona munților Bakony, în dreptul localității Sümeg, în jurul cotei de 240 m. Are o lungime de circa 100 de kilometri și o direcție de curgere aproximativ sud-nord. Se varsă în râul Rába, la sud-vest de Győr.
Fauna acvatică a cursului de apă a fost grav afectată în anul 2010 ca urmare a unui accident chimic. 